# النباتات ضد وحوش الزومبي: حرب الحديقة
بلانت ضد زومبي:جاردن ورفر (بالإنجليزية: Plants vs. Zombies: Garden Warfare)‏ هي لعبة فيديو من نوع تصويب منظور الشخص الثالث، تاريخ صدورها هو فبراير 25, 2014، وهي متوفرة على أجهزة مايكروسوفت ويندوز وإكس بوكس 360 وبلايستيشن 3 وإكس بوكس ون وبلايستيشن 4. اللعبة من تطوير بوب كاب ومن نشر إلكترونيك آرتس.